# Evangelický kostel (Sárvár)
Evangelický kostel v Sárváru (maď. Sárvári Evangélikus templom) je klasicistní luteránský kostel v maďarském lázeňském městě Sárvár. Nachází se na ul. Jánose Sylvestera nedaleko hradu Nádasdyů.
Byl vystavěn v letech 1834–1836 Sámuelem Geschreyem na místě starší toleranční modlitebny z roku 1794, která roku 1829 podlehla požáru. V kostele se nachází klasicistní vybavení; varhany jsou z roku 1851. Roku 1933 byl rozšířen.
Průčelí je neseno čtyřmi sloupy, na nichž spočívá trojúhelníkový štít.
Kostel je památkově chráněn.